# 昂比
昂比（法語：Hambye，法語發音：[ɑ̃bi]）是法国芒什省的一个市镇，属于库唐斯区。

## 地理
昂比（48°56'49"N, 1°15'56"W）面积29.57 平方千米，位于法国诺曼底大区芒什省，该省份为法国西北部沿海省份，西、北、东北三面环大西洋，东起顺时针与卡爾瓦多斯省、奧恩省、马耶讷省和伊勒-维莱讷省接壤。
与昂比接壤的市镇（或旧市镇、城区）包括：圣马丹德瑟尼利、拉巴莱讷、勒吉兰、莫佩尔蒂、瑟尼伊圣母村、诺曼底地区佩尔西、圣但尼勒加、谢讷河畔加夫赖。

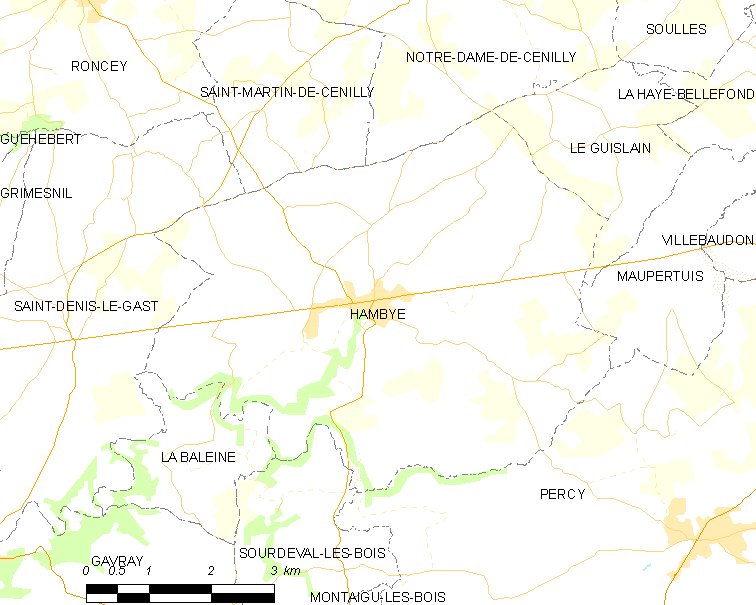
昂比的OSM定位图

昂比的时区为UTC+01:00、UTC+02:00（夏令时）。

## 行政
昂比的邮政编码为50450，INSEE市镇编码为50228。

## 政治
昂比所属的省级选区为谢讷河畔凯特勒维尔县。

## 人口

1962-2008年间昂比人口变化图示

昂比于2022年1月1日时的人口数量为1077人。